# Aéroport municipal d’Ignace
L'aéroport municipal d’Ignace est un aéroport situé en Ontario, au Canada.